# Nicole Durazo
Nicole de María Durazo Hernández (Cidade do México, 15 de Maio de 1995) é uma atriz mexicana. Ficou conhecida por interpretar, Brisa Bravo, na telenovela infantil ¡Vivan los niños!, exibida pela Televisa, tambem interpretou Roberta Pardo quando criança na telenovela Rebelde, papel originalmente de Dulce María.

## Carreira
| Televisão | Televisão                       | Televisão                         | Televisão               |
| Ano       | Título                          | Título em português               | Papel                   |
| --------- | ------------------------------- | --------------------------------- | ----------------------- |
| 2002      | ¡Vivan los niños!               | br: Viva às Crianças: Carrossel 2 | Brisa Bravo             |
| 2004      | Amy, la niña de la mochila azúl | Amy, a Menina da Mochila Azul     | Mary Pily Álvarez       |
| 2005      | Rebelde                         |                                   | Roberta Pardo (criança) |
| 2005      | Contra viento y marea           |                                   | Sara                    |
| 2008      | La rosa de Guadalupe            |                                   | Mireya                  |
| 2011      | Como Dice El Dicho              |                                   | Claudia                 |